# Южна Пасадина (Калифорния)
Вижте пояснителната страница за други значения на Южна Пасадина.
Южна Пасадина (на английски: South Pasadena) е град в окръг Лос Анджелис в щата Калифорния, САЩ. Южна Пасадина е с население от 24 292 жители (2000) и обща площ от 8,91 km². Градът е основан на 2 март 1888 г. и е бил известен навремето с фермата си за щрауси. Поради липсата на къщи от испанския колониален стил и палмови дървета в някои части на града, Южна Пасадина е предпочитано място за снимки на филми и телевизионни продукции, които се стараят да пресъздадат някой среднозападен или североизточен град.